# Oil of Every Pearl’s Un-Insides
Oil of Every Pearl’s Un-Insides – debiutancki album studyjny Sophie, wydany 15 czerwca 2018 roku przez wytwórnie MSMSMSM, Future Classic i Transgressive Records. Tytuł albumu jest grą słów – może być czytany jako „I Love Every Person’s Insides”. Album został bardzo pozytywnie oceniony przez recenzentów i zdobył nominację do nagrody Grammy w 2019 roku w kategorii: Best Dance/Electronic Album. Jest to jedyny album studyjny Sophie. Promowały go trzy single: „It’s Okay to Cry”, „Ponyboy” i „Faceshopping”. Towarzyszący mu remix album Oil of Every Pearl’s Un-Insides Non-Stop Remix Album został wydany w lipcu 2019 roku.

## Lista utworów
| 1. | „It’s Okay to Cry”              | 3:51  |
|    |                                 |       |
| 2. | „Ponyboy”                       | 3:15  |
|    |                                 |       |
| 3. | „Faceshopping”                  | 3:57  |
|    |                                 |       |
| 4. | „Is It Cold in the Water?”      | 3:32  |
|    |                                 |       |
| 5. | „Infatuation”                   | 4:40  |
|    |                                 |       |
| 6. | „Not Okay”                      | 1:49  |
|    |                                 |       |
| 7. | „Pretending”                    | 5:53  |
|    |                                 |       |
| 8. | „Immaterial”                    | 3:53  |
|    |                                 |       |
| 9. | „Whole New World/Pretend World” | 9:08  |
|    |                                 |       |
|    |                                 | 39:58 |
|    |                                 |       |

## Listy tygodniowe
| Kraj              | Lista                       | Pozycja |
| ----------------- | --------------------------- | ------- |
| Stany Zjednoczone | Top Dance/Electronic Albums | 15      |
| Stany Zjednoczone | Heatseekers Albums          | 21      |

| Kraj            | Lista                       | Pozycja |
| --------------- | --------------------------- | ------- |
| Szkocja         | Scottish Albums Chart       | 61      |
| Wielka Brytania | UK Dance Albums Chart       | 2       |
| Wielka Brytania | UK Independent Albums Chart | 20      |
| Wielka Brytania | UK Vinyl Albums Chart       | 15      |